# De Bye

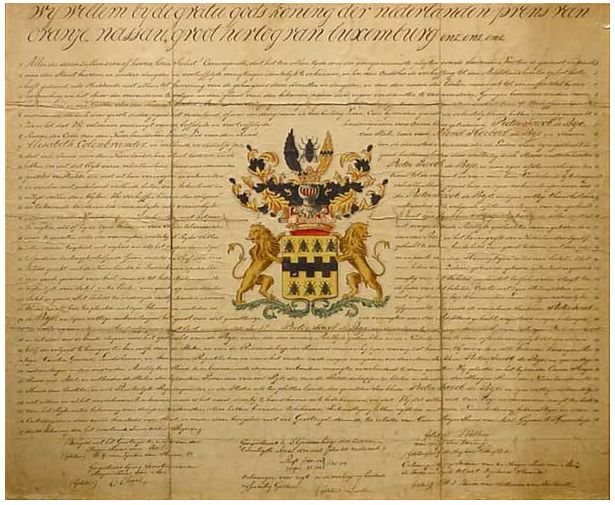
Het adelsdiploma voor de familie De Bye, 1830.

De Bye (ook: De Bije, Van der Does de Bye en Thierry de Bye) is de naam van een Nederlands geslacht waarvan een deel sinds 1830 tot de Nederlandse adel behoort.

## Geschiedenis
De oudst bekende voorouder is de bakker Michiel Mattheusz. de Bye (1571-1649) die in Den Haag woonde. In 1629 was hij tevens regent van het Pest- en dolhuis in Den Haag. Op 27 mei 1598 trouwde hij met Geertruit Goverts Dutry. Hij kwam volgens familieaantekeningen uit Lier en zij uit Nijvel. Haar vader, Govert Maertensz. Dutry, was koperslager in Den Haag. Hun nazaat jhr. mr. Pieter Jacob de Bye (1766-1836) werd op 18 februari 1830 verheven in de Nederlandse adel en hij en zijn nakomelingen kregen daardoor het recht om het adellijke predicaat jonkheer te voeren. De Bye, gehuwd met jkvr. Elisabeth Jacoba van der Does (1770-1824), was lid van de Raad van State en had reeds op 25 november 1813 de titel van chevalier de l'empire verkregen.
Aan zijn zoon, mr. Pieter Jacob van der Does de Bye (1798-1885) werd in 1842 de titel van ridder verleend, op te vatten als verleend bij eerstgeboorte.
In 2002 overleed de laatste ridder, Willem Jacobus ridder van der Does de Bye (1921-2002). Pas in 2011 deed een ver familielid en afstammeling van de eerste ridder een verzoek bij de Hoge Raad van Adel om als rechthebbende de titel van ridder te verkrijgen, hetgeen hem werd verleend.
In 1913 werd de familie, waaronder de niet-adellijke tak Thierry de Bye, opgenomen in het Nederland's Patriciaat. Deze tak stierf uit in 1914 met Henriette Louise Thierry de Bye (1874-1914), getrouwd met Jan Philip Dólleman (1842-1891), burgemeester van Heemstede. Hun zoon Alexander Edmond Thierry de Bye Dólleman (1877-1948) verkreeg in 1905 naamswijziging van Dólleman in Thierry de Bye Dólleman.

## Enkele telgen
Jacob Michielsz. de Bye (1603-1662), chirurgijn
- Gijsbert de Bye (1635-1685)
  - mr. Pieter de Bye (1668-1694), advocaat; trouwde in 1692 Elisabeth Thierry (1658-1745), stamouders van de tak Thierry de Bye
- Michiel de Bye (1637-1707), lid vroedschap 's-Gravenhage
  - Pieter de Bye (1675-1726), predikant te Muiderberg
    - mr. Arend de Bye (1722-1795), advocaat
      - jhr. mr. Pieter Jacob de Bye (1766-1836), stamvader van de adellijke tak

### Adellijke tak
jhr. mr. Pieter Jacob de Bye (1766-1836), lid van de Raad van State, verheven in de Nederlandse adel in 1830; trouwde in 1791 met jkvr. Elisabeth Jacoba van der Does (1770-1824)
- jkvr. Elisabeth Wilhelmina de Bye (1795-1865); trouwde in 1821 met Jean Philippe baron de Girard de Milet van Coehoorn (1794-1872), generaal-majoor, Ridder in de Militaire Willems-Orde
- mr. Pieter Jacob ridder van der Does de Bye (1798-1885), verkreeg in 1842 de titel van ridder bij eerstgeboorte, lid provinciale staten van Utrecht
  - jhr. mr. Ambroos van der Does de Bye (1839-1869), advocaat en procureur
    - Anne Jacobus Mathijs August ridder van der Does de Bye (1866-1941), verkreeg het recht de titel ridder te dragen na het overlijden van zijn grootvader in 1885
      - mr. Ambroos ridder van der Does de Bye (1904-1977), vicepresident gerechtshof Amsterdam, verkreeg het recht de titel ridder te dragen na het overlijden van zijn vader in 1941
      - Willem Jacobus ridder van der Does de Bye (1921-2002), verkreeg het recht de titel ridder te dragen na het overlijden van zijn broer in 1977

  - jhr. Arnout Herman van der Does de Bye (1841-1924), notaris
    - jhr. Hendrik Johan van der Does de Bye (1885-1926), ingenieur
      - jhr. Hendrik Johan van der Does de Bye (1919-1999), bankemployé
        - Hendrik Johan Gijsbert ridder van der Does de Bye (1952-2018), postbesteller, verkreeg het recht de titel ridder te dragen na het overlijden van zijn verre neef in 2002, claimde dit recht in 2011 en verkreeg de titel in 2011[6]
          - Ricardo ridder van der Does de Bye (1984), hoofd van de familie

### Tak Thierry de Bye
mr. Pieter de Bye (1668-1694), advocaat; trouwde in 1692 met Elisabeth Thierry (1658-1745)
- Sebastiaan Thierry de Bye (1694-1768), notaris en procureur
  - Cornelis Thierry de Bye (1732-1783), procureur
    - mr. Jan Gijsbert Thierry de Bye (1765-1791), advocaat
      - mr. Cornelis Sebastiaan Thierry de Bye (1789-1829), belastinginspecteur
        - mr. Jan Gijsbert Thierry de Bye (1814-1894), hypotheekbewaarder
          - Henriette Louise Thierry de Bye (1874-1914), textielkunstenares, laatste van de patricische tak De Bye; trouwde in 1874 met Jan Philip Dólleman (1842-1891), burgemeester van Heemstede, lid van de familie Dólleman
            - Alexander Edmond Thierry de Bye Dólleman (1877-1948) verkreeg in 1905 naamswijziging van Dólleman in Thierry de Bye Dólleman

        - Elisabeth Hester Thierry de Bye (1817-1850); trouwde in 1848 met meteoroloog, scheikundige en natuurkundige Buys Ballot (1817-1890)
        - Cecilia Thierry de Bye (1822-1865); trouwde in 1855 met mr. Hendrik verLoren van Themaat (1814-1885), president arrondissementsrechtbank en lid gemeenteraad van Utrecht, lid provinciale staten van Utrecht, lid van de familie Verloren
        - Cornelia Jacoba Thierry de Bye (1827-1887); trouwde in 1866 met een broer van haar zwager dr. Margarethus Cornelis verLoren van Themaat (1816-1900), hoogheemraad Bunschoter Veenen Veldendijk, lid van de familie Verloren

## Trivia
- Uit een publicatie van journalist A.J.C. Kremer werd duidelijk dat er in de 19e eeuw gespeculeerd werd dat adellijke en bekende geslachten als De Bye zouden afstammen van de Geuze Els.[7]

Geslachten die opgenomen zijn in het sinds 1910 verschijnende genealogische naslagwerk Nederland's Patriciaat. Lijst volgens opgave van het CBG Centrum voor familiegeschiedenis.
A · B · C · D · E · F · G · H · I · J · K · L · M · N · O · P · Q · R · S · T · U · V · W · Y · Z